# 加苏莱斯堡
加苏莱斯堡是西班牙安达卢西亚自治区加的斯省的一座城市。2017年人口5258人。

## 著名人物
- 安東尼奧·米良（1921年－2005年）：哲学家。

## 图集

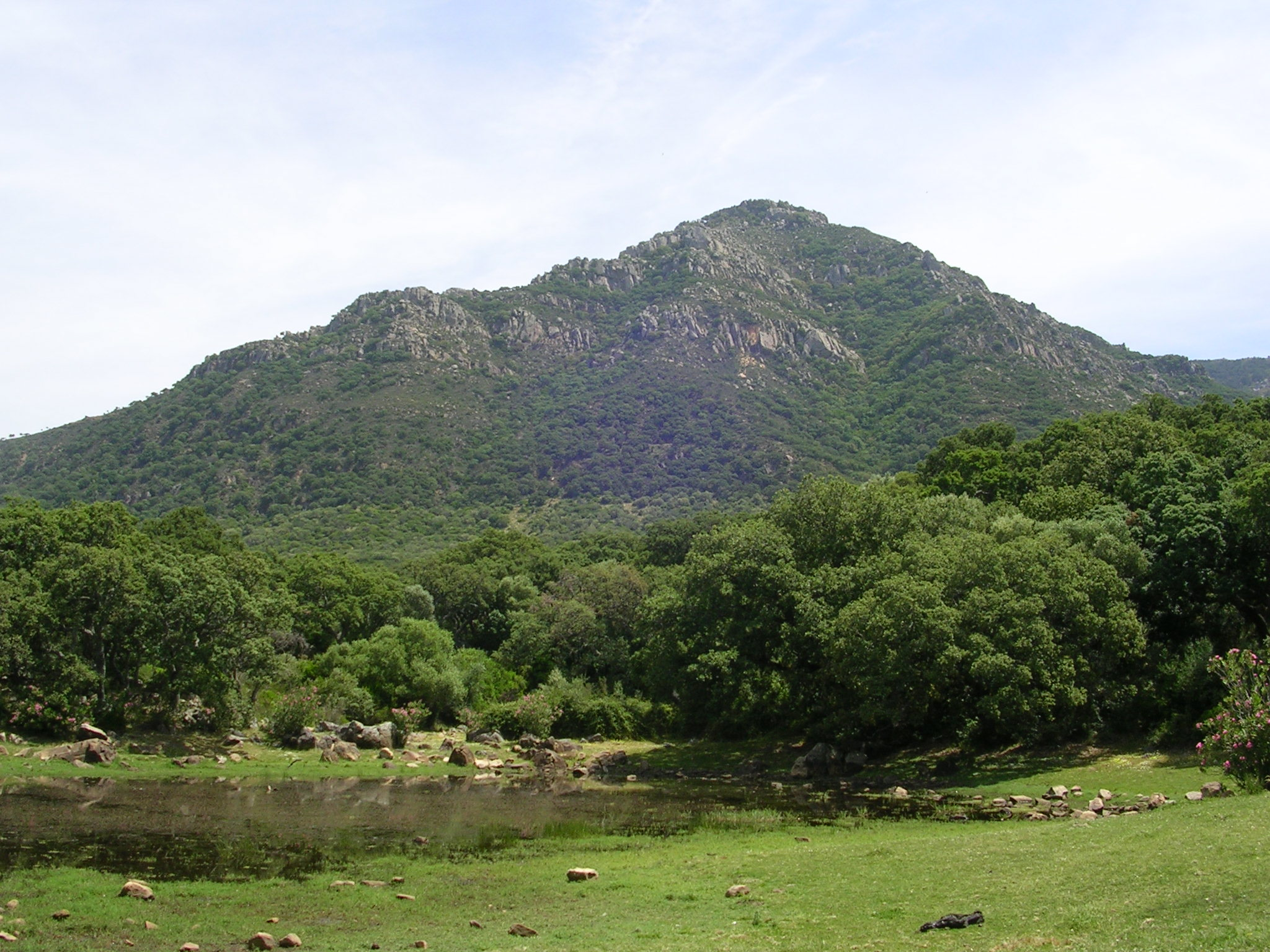
自然公园
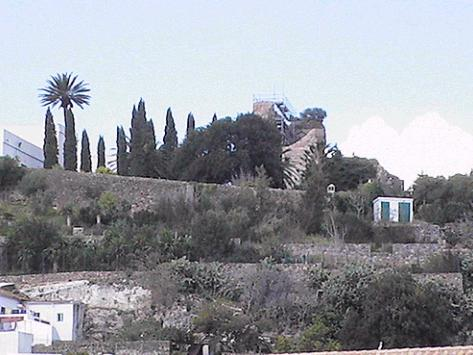
城堡
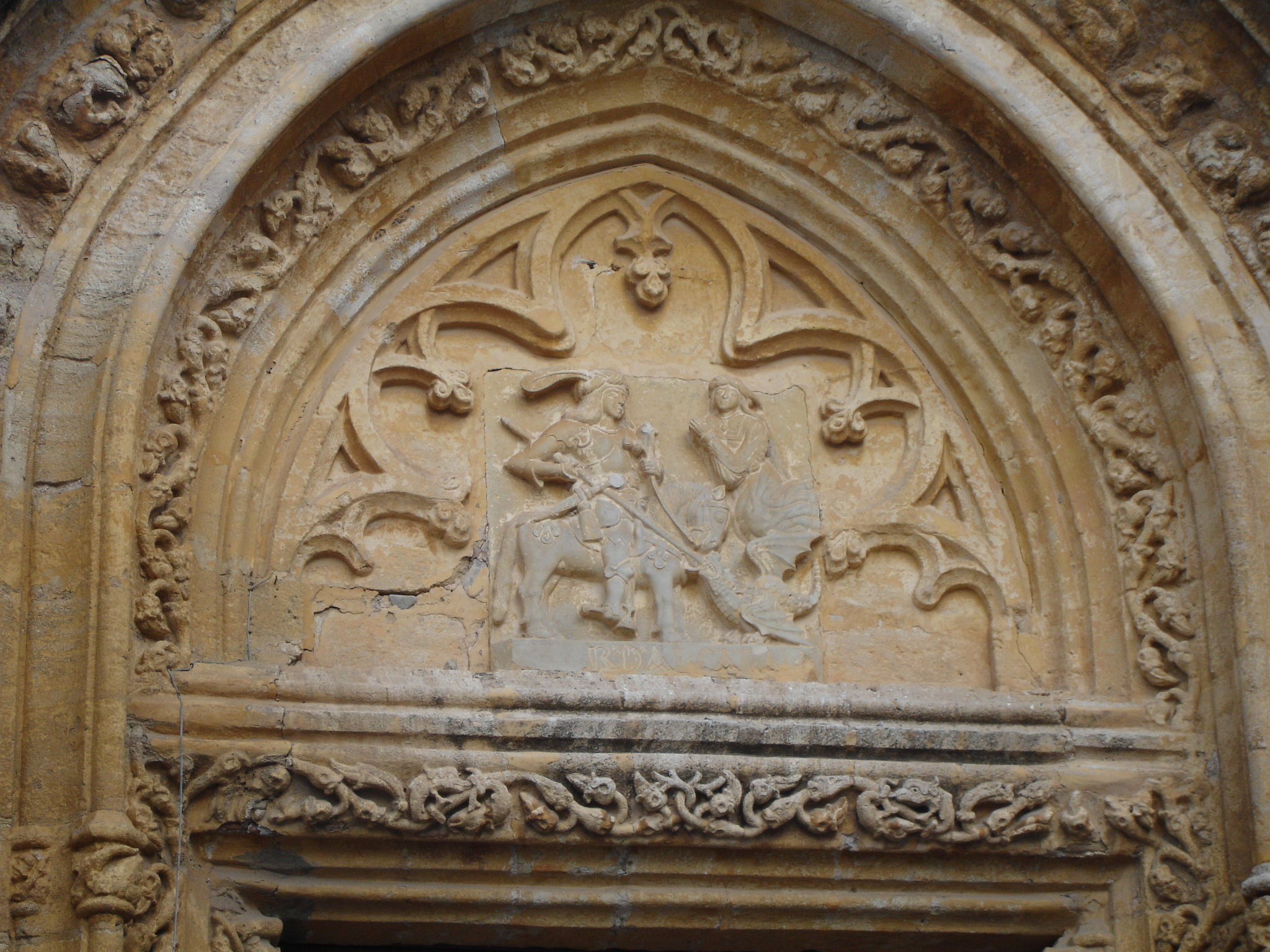
教堂